# SN 2002fv
SN 2002fv – supernowa odkryta 19 września 2002 roku w galaktyce A033219-2749. W momencie odkrycia miała maksymalną jasność 25,20m.